# بلم مبيض
بلم مبيض (الاسم العلمي:Engraulis albidus) هو نوع من الأسماك يتبع جنس البلم من الفصيلة البلمية.